# 秋山長造
秋山 長造（あきやま ちょうぞう、1917年3月21日 - 2010年6月2日）は、日本の政治家。元日本社会党参議院議員・参議院副議長。

## 来歴・人物
岡山県出身。1940年に東京大学法学部を卒業し、朝日新聞記者となる。
戦後日本社会党結成に参加。1953年の参院選に岡山県地方区から左派社会党公認で立候補、当選。1955年10月の社会党再統一後は党参議院政策審議副会長・参議院国会対策副委員長を歴任する。1964年に三木行治岡山県知事の死去に伴う知事選に社会党推薦で立候補した。この時、自民党はほとんど同期の参議院議員だった加藤武徳を擁立したため、両者による一騎討ちとなった。二人の立候補により告示日の同年10月18日付で公職選挙法の規定により両者は参議院議員を退職（自動失職）となった。知事選では約12万票差で加藤に敗れた。その直後の（自身と加藤の辞職に伴う）参議院補欠選挙で当選し、約2か月で国政に復帰した。
1978年飛鳥田一雄委員長の下で党参議院議員会長に就任、1979年8月加瀬完参議院副議長が病気で任期途中で辞任したのに伴い、後任の副議長となり、1983年まで務める。1989年7月、任期満了をもって政界から引退した。1990年勲一等旭日大綬章受章。
2010年6月2日、老衰のため岡山市内の病院で死去。93歳没。

## 選挙歴
| 当落                        | 選挙                     | 施行日        | 選挙区       | 政党       | 得票数  | 得票率 | 得票順位 /候補者数 | 比例区 | 比例順位 /候補者数 |
| --------------------------- | ------------------------ | ------------- | ------------ | ---------- | ------- | ------ | ------------------ | ------ | ------------------ |
| 当                          | 第3回参議院議員通常選挙  | 1953年4月24日 | 岡山県地方区 | 左派社会党 | 166,293 | 26.8   | 1/7                | -      | -                  |
| 当                          | 第5回参議院議員通常選挙  | 1959年6月2日  | 岡山県地方区 | 日本社会党 | 207,784 | 31.6   | 1/5                | -      | -                  |
| 当                          | 第5回参議院議員補欠選挙  | 1964年12月9日 | 岡山県地方区 | 日本社会党 | 245,672 | 45.1   | 1/4                | -      | -                  |
| 当                          | 第7回参議院議員通常選挙  | 1965年7月4日  | 岡山県地方区 | 日本社会党 | 314,823 | 44.9   | 1/4                | -      | -                  |
| 当                          | 第9回参議院議員通常選挙  | 1971年6月27日 | 岡山県地方区 | 日本社会党 | 334,984 | 48.7   | 1/4                | -      | -                  |
| 当                          | 第11回参議院議員通常選挙 | 1977年7月10日 | 岡山県地方区 | 日本社会党 | 359,356 | 42.7   | 2/3                | -      | -                  |
| 当                          | 第13回参議院議員通常選挙 | 1983年6月26日 | 岡山県地方区 | 日本社会党 | 311,010 | 43.5   | 2/4                | -      | -                  |
| 当選回数7回 （参議院議員7） |                          |               |              |            |         |        |                    |        |                    |